# Hunter Freeman
Hunter Freeman (* 8. Januar 1985 in Tyler, Texas) ist ein ehemaliger US-amerikanischer Fußballspieler, der zumeist auf defensiven Positionen zum Einsatz kam, aber sowohl als Abwehr- als auch als Mittelfeldspieler spielen konnte.

## Vereinskarriere

### Karrierebeginn in der Heimat
Freeman wurde Anfang des Jahres 1985 in der ständig wachsenden Stadt Tyler im US-Bundesstaat Texas als Sohn von Russ und Jean Freeman geboren und hat daneben auch noch einen Bruder mit dem Namen Blake. Nach der Grundschule und der Junior High besuchte der bereits zu dieser Zeit begeisterte Fußballspieler die Allen High School in seiner späteren Heimatstadt Allen, wo er im schuleigenen Fußballteam ebenfalls eingesetzt wurde, aber auch Baseball spielte. Parallel dazu besuchte er auch kurzzeitig die Texas Tech High School in der Großstadt Lubbock und war rund zwei Jahre lang Teil des U-17-Förderprogramms der renommierten Bradenton Academy. Nach seinem High-School-Abschluss in Allen im Jahre 2002, endete auch seine Laufbahn an der Bradenton Academy im US-Bundesstaat Florida und er wechselte stattdessen an die University of Virginia, wo er auch in der dortigen Sportabteilung, den Virginia Cavaliers, vertreten war. Während er in seiner High School noch einige Erfolge feierte, wie zum Beispiel die zweimalige Wahl zum Parade All-American oder die ebenso ofte Wahl in die NSCAA All-American-Auswahl in den Jahren 2000 und 2001, war er in dieser Zeit auch mehrfacher Nationalspieler in verschiedenen Nationalauswahlen der USA und zudem Spieler der unterklassig spielenden Texas Spurs. In dieser Zeit war er für zwei Jahre der jüngste Spieler, der je im Kader der Mannschaft auf der PDL stand und dabei auch noch in offiziellen Ligapartien zum Einsatz kam. Während dieser Zeit trat er zumeist noch in offensiven Positionen, zum Beispiel als Stürmer oder offensiver Mittelfeldspieler, in Erscheinung. Für die University of Virginia entschied er sich aufgrund der seiner Meinung nach qualitativ hochwertigen Ausbildung und den freundlichen Studenten, obgleich er auch Angebote von der North Carolina State University, der Wake Forest University, der Saint Louis University, der Southern Methodist University und der Santa Clara University vorliegen hatte.

### Karriere an der Virginia
An der University avancierte er immer mehr zu einem Defensivspieler und zog sich dabei über das Mittelfeld immer stärker in die Abwehrreihe der Mannschaft zurück. Gleich in seinem ersten Studienjahr trat er in 20 Ligapartien in Erscheinung, von denen er in 15 gleich von Beginn weg spielte. Zudem wurde er am Saisonende als Letterman ausgezeichnet, was ihm auch in der folgenden Spielzeit gelang, als er in allen 21 Partien, in denen er spielte, von Beginn an auf dem Rasen stand. Zudem gelangen ihm in diesem Spieljahr vier Torvorlagen, wobei er dabei der zweitbeste Vorlagengeber des Teams in diesem Jahr war. Während er im Jahre 2003 auch noch in neun Partien des viertklassig spielenden Amateurteams Texas Spurs eingesetzt wurde und dabei einen Treffer erzielte, absolvierte er in seinem Junior-Jahr wohl die erfolgreichste Saison an der University of Virginia. So gelangen ihm im Spieljahr 2004 gleich 21 Vorlagen, womit er den bestehenden Landesrekord von Virginia, der bis zu diesem Zeitpunkt bei 20 lag, überbot. Des Weiteren brachte es Freeman, der es unter anderem auf Assists in sieben aufeinanderfolgenden Partien brachte, auch auf drei erzielte Tore, wodurch er auf insgesamt 27 Scorerpunkte bei 24 Meisterschaftseinsätzen kam. Am Ende des Jahres wurde er mehrfach geehrt, unter anderem mit der Wahl ins NSCAA all-America-Third-Team oder ins all-Atlantic-Coast-Conference-First-Team. Nach einem erfolgreich Spieljahr an der UVA wurde Hunter Freeman schließlich mit einem Project-40-Vertrag ausgestattet und kam über den MLS SuperDraft 2005 als siebenter Pick in der ersten Runde zu den Colorado Rapids, bei denen er in seiner Rookie-Saison gleich überzeugen konnte.

### Anfänge bei den Colorado Rapids
Sein Profidebüt gab Freeman gleich im Eröffnungsspiel der Saison am 2. April 2005 gegen die Kansas City Wizards, als er von Beginn an auf dem Rasen stand. Bei seinen 20 Einsätzen, von denen er 14 gleich von Beginn an startete, gelang ihm am 3. September beim 1:0-Erfolg über D.C. United seine erste Torvorlage als Profi, die zugleich seine einzige im gesamten Saisonverlauf war. Als Kansas City das Conference-Finale der Play-offs erreichte, war Freeman an diesem Erfolg allerdings nicht beteiligt, da er während dieser Zeit pausierte. Zudem war er auch bei der 1:4-Niederlage gegen das Zweitliga-Franchise Minnesota Thunder im Lamar Hunt U.S. Open Cup im Einsatz, wo Melvin Tarley das Spiel mit seinen vier Treffern klar zugunsten des Klubs aus Minnesota entschied. Im Spieljahr 2006 wurde Freeman schließlich abwechselnd als linker bzw. rechter Außenverteidiger eingesetzt und absolvierte dabei 27 Meisterschaftsspiele, von denen er in 24 startete. Auch hierbei gelang ihm nur eine einzige Vorlage, die er im Eröffnungsspiel gegen die New York Red Bulls beisteuerte. Zum Saisonende war er wieder nicht anwesend, als seine Mannschaft das Finale der Western Conference erreichte, dort allerdings erneut wieder vorzeitig ausschied. Im U.S. Open Cup wurde der Defensivakteur hingegen wieder in beiden Partien seiner Mannschaft eingesetzt, wo er auch als Stammkraft agierte und jeweils über 90 Minuten durchspielte. Nach 47 torlosen Meisterschaftseinsätzen wurde Freeman schließlich noch vor dem Saisonbeginn 2007 an die New York Red Bulls abgegeben, wobei die Colorado Rapids im Gegenzug dafür einen Drittrunden-Pick im MLS SuperDraft 2008 sowie einen Viertrunden-Pick im MLS Supplemental Draft 2007 erhielten.

### Über New York und Toronto nach Europa
Beim Franchise, das seinen Sitz zum damaligen Zeitpunkt noch in East Rutherford, New Jersey hatte, konnte er vor allem in der Anfangszeit mit seiner Leistung aufzeigen, musste danach aber einen großen Teil der Saison verletzungsbedingt pausieren und saß zum Ende hin auch einige Male auf der Ersatzbank. Erst im Saisonfinish und den Play-offs fand er wieder zu seiner Form und den Weg zurück ins Team, wobei er es auf insgesamt 16 Ligaeinsätze und 15 Starts brachte. Zudem war er einige Male in spielentscheidende Aktionen verwickelt, unter anderem als er am 21. April 2007 Jozy Altidores 1:0-Siegestreffer in der Partie gegen Houston Dynamo vorbereitete oder eine knappe Woche darauf selbst das 1:0-Siegestor gegen den FC Dallas erzielte. Wie bereits erwähnt musste er aufgrund einer Knöchelverletzung, die er sich in der Qualifikation zum U.S. Open Cup zuzog, über einen längeren Zeitraum pausieren. Erstmals in seiner Karriere nahm er auch an den Play-offs zum Saisonende hin teil. Nachdem Hunter Freeman noch mit den Red Bulls in die Saison 2008 gestartet war, absolvierte er dort 14 Ligapartien (zehn Starts), gab eine Torvorlage und wurde dann noch in der laufenden Saison an das kanadische Franchise Toronto FC abgegeben, obwohl er zu dieser Zeit bereits einen Vertrag mit dem norwegischen Tippeligaen-Vertreter Start Kristiansand für die kommende Saison 2009 unterzeichnet hatte. Für den rund viermonatigen Wechsel nach Kanada gab der Toronto FC jeweils einen Dritt- und Viertrunden-Pick für den MLS Supplemental Draft 2008 ab, obgleich die New York Red Bulls noch die Rechte am Spieler behielten. Bis zum Saisonende 2008 brachte er es noch auf sieben Starts für Toronto, ehe es ihn nach Europa zog, wo er zumeist als Stammkraft in der Abwehrreihe der Norweger agierte.

### 51 Ligaspiele in Norwegen
Sein Debüt in der Tippeligaen gab Freeman in der ersten Runde am 15. März 2009 beim 3:3-Auswärtsremis gegen die Strømsgodset IF, wo er erstmals auch an der Seite seines Landsmannes Clarence Goodson eingesetzt wurde. Besondere Leistung brachte er am 11. bzw. 12. Juni 2009 beim 2:1-Auswärtssieg über Odd Grenland, als er einen Freistoß aus rund 40 Meter direkt verwandelte und danach auch noch die Vorlage zum 2:1-Siegestreffer durch Mads Stokkelien machte. Über die gesamte Saison hinweg, in der es ie Mannschaft lediglich auf einen Platz im Tabellenmittelfeld brachte, wurde Freeman in 27 Ligapartien eingesetzt, erzielte einen Treffer und bereitete fünf vor. Danach fiel er aufgrund einer Operation, die er auszukurieren versuchte, die gesamte Saisonpause und die Saisonvorbereitung aus. In der Tippeligaen 2010 absolvierte er schließlich weitere 24 Ligapartien, in denen er abermals einen Treffer erzielte und weitere fünf Tore für seine Mannschaftskameraden vorbereitete. Auch in dieser Saison kam die Mannschaft nicht über einen Platz im Tabellenmittelfeld hinaus. Nach 51 Ligaeinsätzen in Norwegen kehrte der Defensivakteur in sein Heimatland zurück und schloss sich noch vor der Spielzeit 2010 dem MLS-Franchise Houston Dynamo an.

### Zeit bei Houston Dynamo
Bei Dynamo startete er zuerst im Reserveteam mit Spielbetrieb in der neuen MLS Reserve Division, wo er unter anderem bei der 2:3-Niederlage gegen die Reservemannschaft des FC Dallas eingesetzt wurde. Danach war er zumeist als Starter in der Abwehrreihe der Profis im Einsatz und brachte es auf 23 Meisterschaftseinsätze, während der er auch einen Treffer erzielte und einen weiteren für seinen Teamkameraden Cam Weaver vorbereitete. Zumeist wurde er als rechter Außenverteidiger eingesetzt, spielte in einer Partie allerdings auch auf der linken Abwehrseite. Am Ende der Saison wurde sein Vertrag nicht verlängert.

### Zurück nach Colorado
Am 6. Januar 2012 wechselte zurück zu den Colorado Rapids. Dort stand er 19-mal auf dem Platz. doch auch hier wurde sein Vertrag am Ende der Saison nicht verlängert. Freeman nahm daraufhin am MLS Re-Entry Draft 2012 teil und wurde von New England Revolution in der zweiten Runde ausgewählt. Eine Vertragsunterzeichnung mit den Revs kam aber nicht zustande.

### New York Cosmos
Am 12. Februar 2013 wechselte zu New York Cosmos in die zweitklassige North American Soccer League.

### Miami FC
Nach drei Jahren in New York schloss er sich 2016 Miami FC an. Er beendete seine Karriere 2018 nach einem kurzen Intermezzo bei FC Motown.

## Nationalmannschaftskarriere
Bereits während seiner High-School-Zeit wurde Freeman einige Male in die US-amerikanischen Jugendauswahl geholt und kam in dieser Zeit unter anderem für die U-14-, U-15-, U-16-, U-17- und U-18-Auswahlen zum Einsatz. Ab 2004 trat er auch für die US-amerikanische U-20-Nationalelf an, mit der er an der Junioren-WM 2005 in den Niederlanden teilnahm und dabei in vier Partien seines Heimatlandes eingesetzt wurde. Dabei erzielte er bei der 1:3-Niederlage gegen die Alterskollegen aus Italien, die gleichzeitig das frühzeitige Ausscheiden im Bewerb bedeutete, einen Treffer. Insgesamt kam er von 2004 bis 2005 auf 19 offizielle Länderspieleinsätze und einen Treffer. Ab 2007 wurde Hunter Freeman auch für die US-amerikanische U-23-Auswahl eingesetzt und absolvierte mit dieser unter anderem die Qualifikationsphase zum Fußballturnier der Olympischen Spiele 2008. Dort qualifizierten sich die US-Amerikaner als Zweitplatzierte für das spätere Turnier in Peking, bei dem Freeman allerdings nicht mehr ins Aufgebot geholt wurde. Bis 2008 brachte es der begeisterte Golfer und Jäger dabei auf insgesamt fünf torlose Länderspieleinsätze für das U-23-Team.

## Privat
Er ist mit der Rutgers-Absolventin Jaime Freeman verheiratet, die, während ihr Ehemann bei Start Kristiansand aktiv war, im Jahre 2010 beim Damenprofiverein Amazon Grimstad FK spielte.

## Erfolge
- 2004: Landesrekord (Virginia) 21 Torvorlagen
- 2004: NSCAA all-America-Third-Team
- 2004: all-Atlantic-Coast-Conference-First-Team